# Tourelle Galopin de 155 mm L modèle 1890

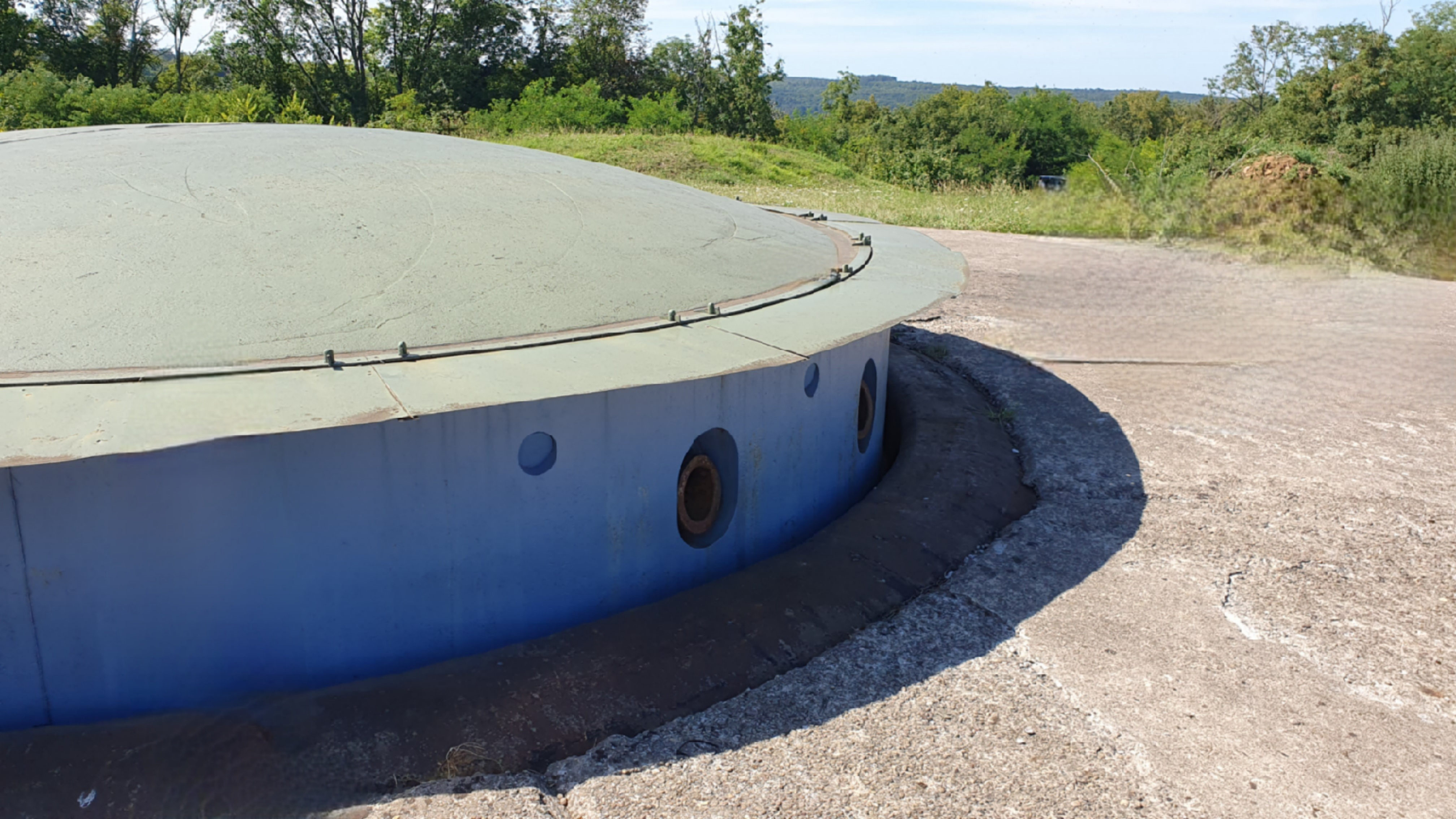
Geschützpanzerturm in der Batterie d'Éperon

Tourelle Galopin de 155 mm L modèle 1890 war die Bezeichnung für einen französischen Geschützpanzerturm, der mit zwei Rohren der Kanone des Typs Canon de 155 mm L modèle 1877 ausgestattet war. Er gehörte zur Bestückung verschiedener Forts des Système Séré de Rivières am Ende des 19. Jahrhunderts. Dieses Turmmodell war bereits versenkbar, der  Geschützbrunnen mit Beton verstärkt.

## Konzept
Die Idee der Geschützpanzertürme ging während des Krimkrieges 1855 auf den britischen Commander Cowper Phipps Coles zurück. Er hatte die Idee, Marinegeschütze in gepanzerten drehbaren Türmen auf Kriegsschiffen zu montieren. Seine Idee wurde dann in der Royal Navy verwirklicht. Nach einem Testversuch 1861 mit der schwimmenden Batterie Trusty wurden verschiedene Schiffe der Royal Navy damit ausgerüstet, so die Prince Albert 1864 und die Captain 1869. In der US Navy übernahm John Ericsson 1862 das Konzept für die Monitor.
In Frankreich führte die „Commission des cuirassements“ von 1874 bis 1878 Tests auf dem Schießplatz bei Gâvres durch. Bereits 1876 wurde ein Modell aus Stahl akzeptiert, das den Namen des Leiters der Kommission, des Capitaine Henri-Louis-Philippe Mougin, erhielt und das mit zwei Rohren der 155-mm-Kanone L modèle 1877 bewaffnet war. Im Rahmen des Aufbaus des Système Séré de Rivières wurden zwischen 1879 und 1887 25 Exemplare bestellt. 21 Stück wurden von der Compagnie des forges de Châtillon-Commentry et Neuves-Maisons in Saint-Chamond und vier Türme von der Firma Schneider in Creusot geliefert. Der Preis pro Exemplar lag bei 205.000 Francs.
In den 1880er Jahren wurden durch die Einführung der Brisanzgranaten (in Frankreich als „Crise de l’obus-torpille“ bezeichnet) die gemauerten Festungswerke des „Système Séré de Rivières“ plötzlich nahezu unbrauchbar. Die Lösung sah man darin, die Mauern durch Betoneindeckungen zu verstärken und die frei stehenden Geschütztürme „Mougin“ durch versenkbare Panzertürme zu ersetzen. Allerdings waren die Beschaffungskosten für z. B. die „Tourelle Galopin de 155 mm L modèle 1890“ mit 850.000 Francs viermal so hoch wie für die „Mougin“-Geschütztürme.
Es wurden dann zunächst Betriebs- und Beschussversuche mit drei Turmmustern auf dem Gelände des Truppenübungsplatzes Camp de Châlons durchgeführt:
- Die „Compagnie des forges et aciéries de la marine et d’Homécourt“ in Saint-Chamond stellte eine verbesserte Tourelle Mougin de 155 mm modèle 1876 aus Walzstahl statt aus Gusseisen vor, die Bewaffnung war die gleiche wie beim Original, die Kosten pro Stück sollten sich auf 230.000 Francs belaufen.
- Die Compagnie des forges de Châtillon-Commentry et Neuves-Maisons in Montluçon lieferte das Modell einer drehbaren Kuppel, bewaffnet mit dem Rohr einer Kanone vom Typ Canon de 155 mm C modèle 1881.
- Die Firma Fives-Lille schließlich stellte ein Modell nach den Vorschlägen von Colonel Bussière vor, der versenkbare Turm bestand aus Stahl und war mit zwei Rohren der Canon de 155 mm L modèle 1877 ausgestattet. Der Preis lag bei 1.000.000 Francs.

Alle Türme hatten Probleme mit der Belüftung, wegen des Trefferwiderstandes wurde Stahl zukünftig bevorzugt, da Gusseisen dazu neigt, bei direkten Treffern zu reißen. Der versenkbare Turm erwies sich als widerstandsfähiger (das Muster der „Compagnie des forges et aciéries“ wurde von einer 29-cm-Granate durchschlagen). Das Modell von Fives-Lille war äußerst störanfällig, es gab Ausfälle im Bereich der hydraulischen Kolben, der Gegengewichte und der Dampfmaschine. Dazu war es mit 14 Sekunden sehr langsam in der Vertikalbewegung.
Am Ende wurde keines der Muster akzeptiert, nach einer Reparatur der Türme baute man das Modell der „Compagnie des forges et aciéries de la marine et d’Homécourt“ im Fort du Saint-Michel (Toul), das Modell der „Compagnie des forges de Châtillon-Commentry et Neuves-Maisons“ im Fort de Lucey und das Modell von „Fives-Lille“ im Fort de Souville ein.
Im Jahre 1889 entwickelte der Capitaine in der Technischen Pioniersektion, Alfred Galopin, ein neues Turmmodell, in dem die Erkenntnisse aus den Versuchen von Camp de Châlons berücksichtigt waren. Dieses System war widerstandsfähiger, und ein vertikaler Hub konnte in 4½ Sekunden durchgeführt werden. Diese Ausführung wurde am 15. Juli 1890 angenommen. Wegen der hohen Kosten wurden im August zunächst nur fünf Exemplare für die Sperrforts im Osten bei der Firma Schneider et Cie in Creusot bestellt.

Geschützturm der Batterie de l’Éperon
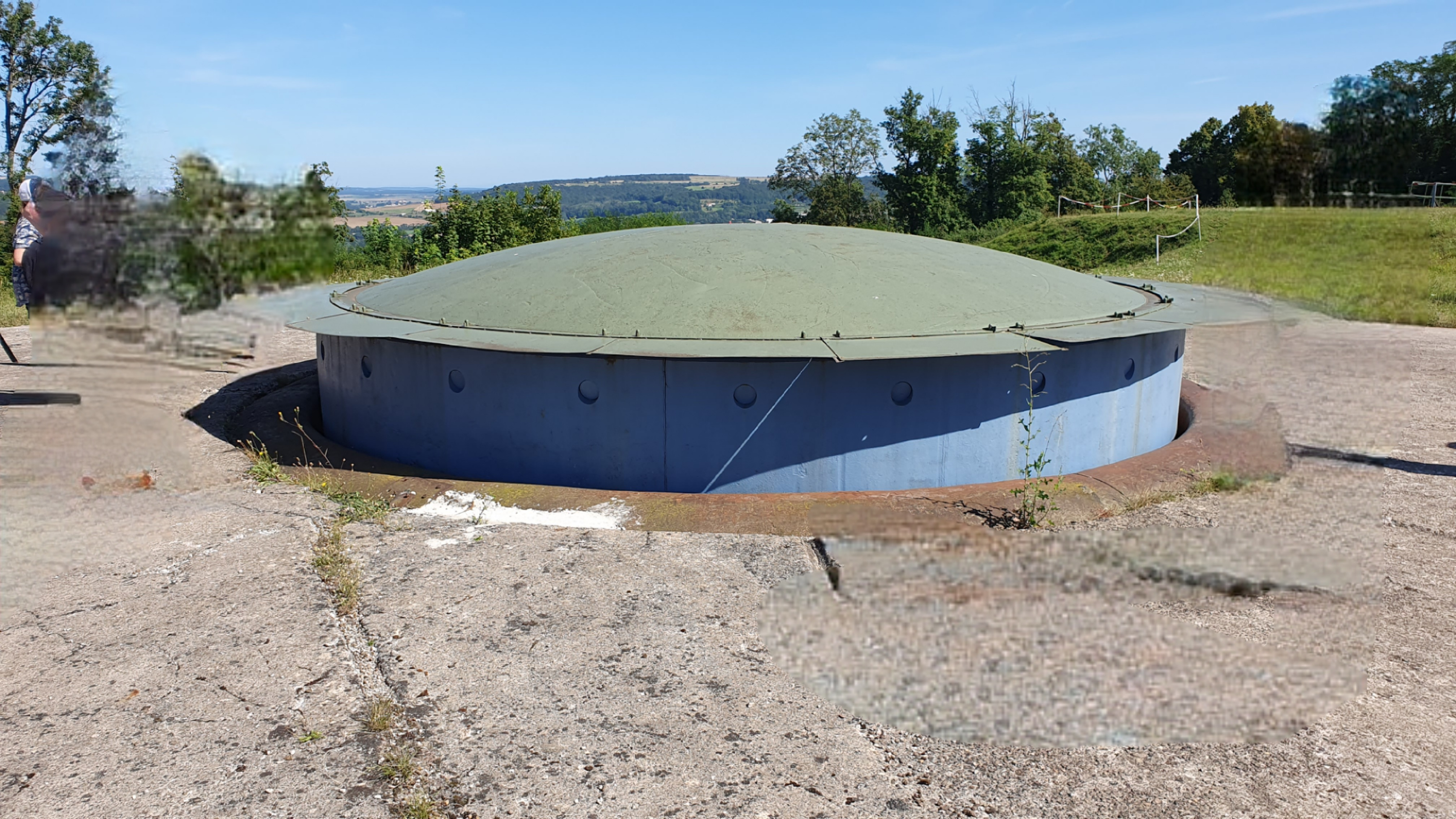
Außenansicht
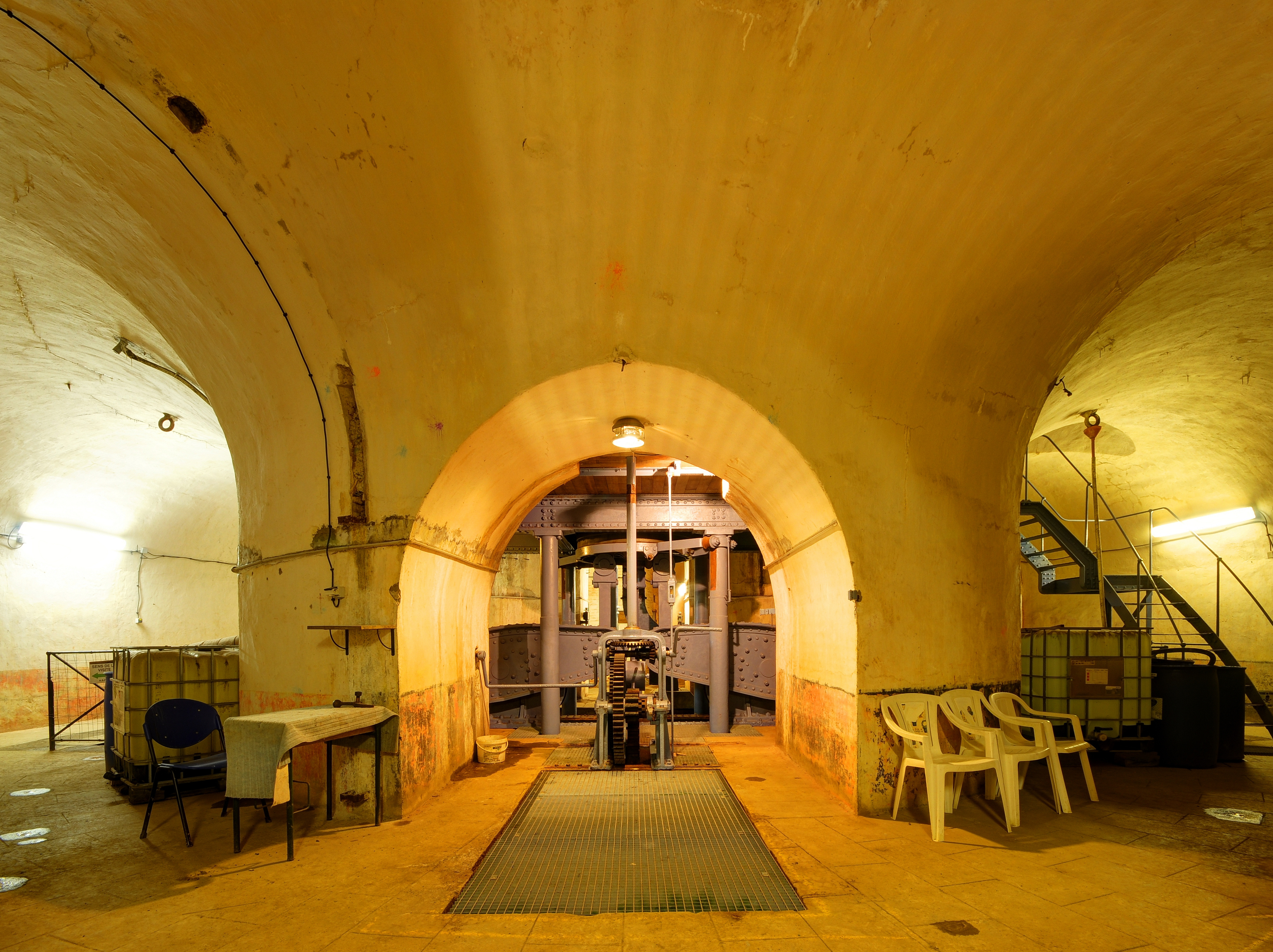
Im Inneren der Geschützkasematte
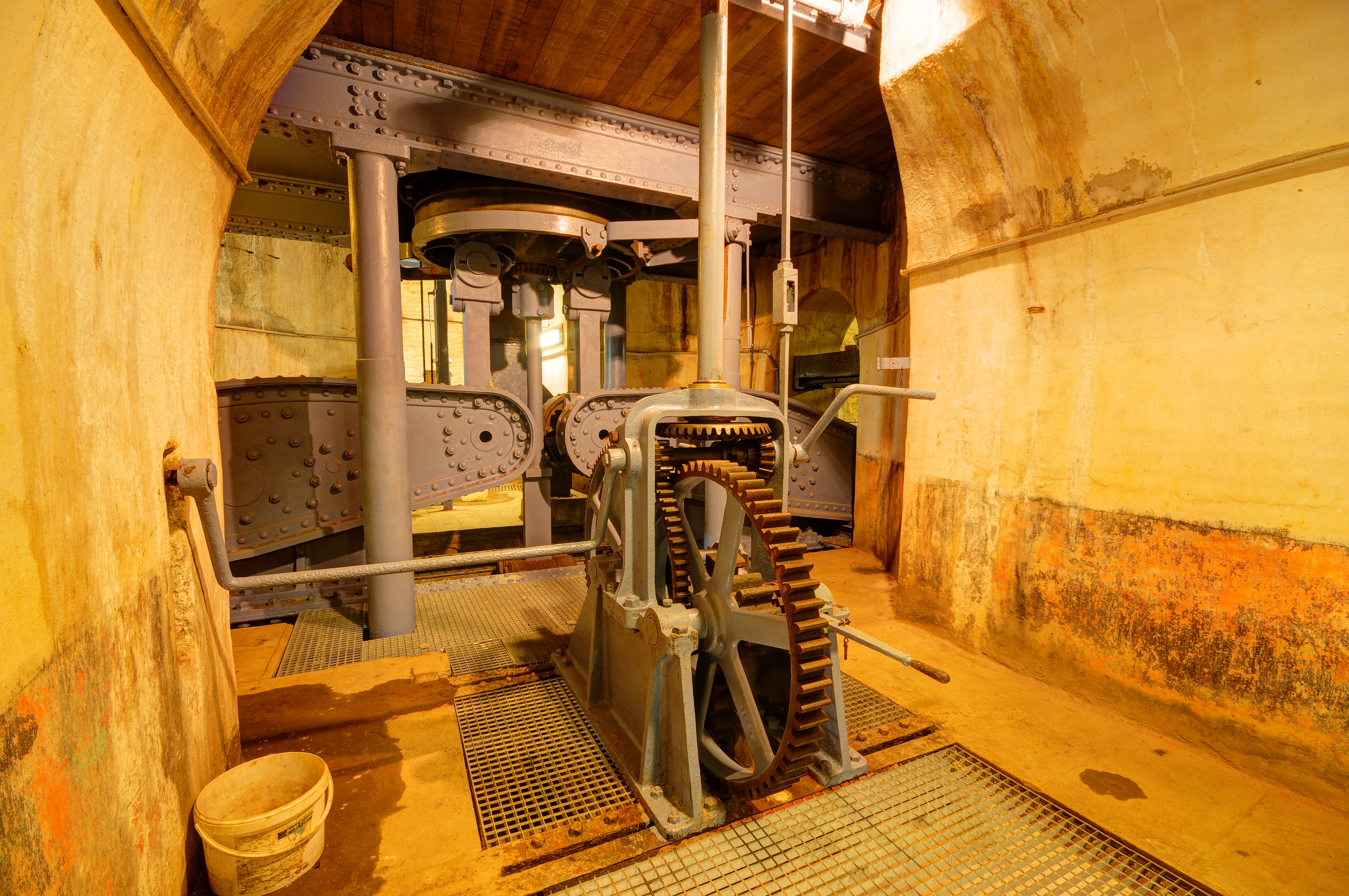
Die beiden Balacierarme
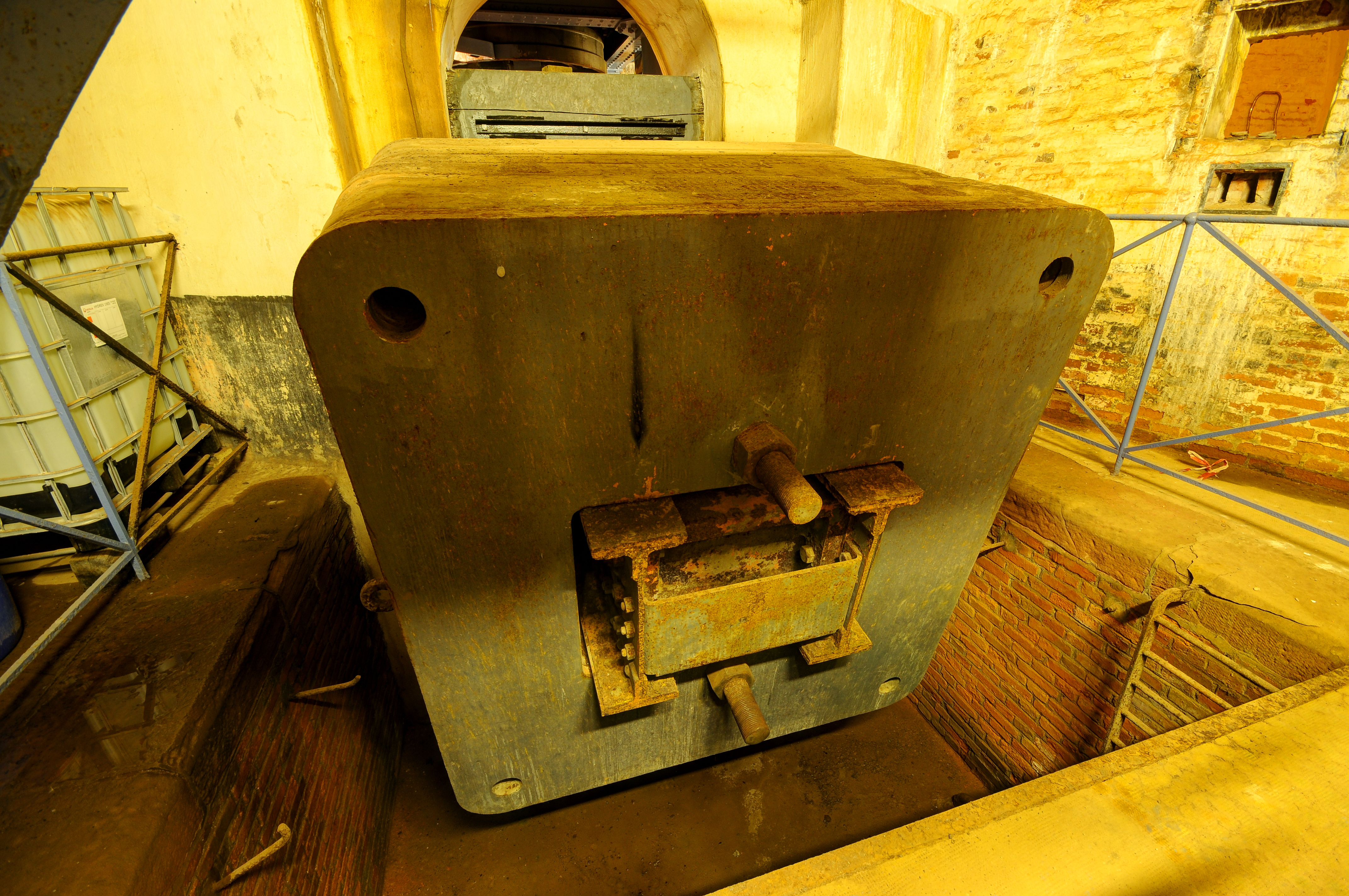
Eines der Kontergewichte

## Beschreibung
Die Türme waren mit den Rohren der Canon de 155 mm L modèle 1877 bewaffnet. Diese waren 4,20 m lang, der Turm hatte einen Innendurchmesser von 5,55 m. Die Wiegelafette war mit einer hydraulischen Rücklaufbremse ausgestattet, der Höhenrichtbereich lag zwischen −2°30′ und +22°. Mit der Kanone konnten 40 kg schwere Granaten verschossen werden, die maximale Reichweite lag bei 7,5 km. Die Turmwände bestanden aus vier 45 cm dicken Schalen aus Stahl, die einen oben offenen Zylinder bildeten. Die Decke bestand aus einer 38 cm dicken Platte aus Stahl. Innen war der Turm mit einer 1,5 cm dicken Haut aus Weichstahl zum Schutz gegen Absplitterungen ausgekleidet. Der Geschützbrunnen hatte einen gewölbten Vorpanzer aus Stahl, der in eine Betonfassung eingebettet war. Die bewegliche Masse betrug 150 Tonnen, die durch zwei gegenüberliegende Kontergewichte an Hebelarmen ausgeglichen wurde. Die Hubbewegung wurde mit einem Elektromotor über eine Winde ausgeführt. Manueller Betrieb erforderte sechs Mann Bedienung.
Das Innere des Turms erstreckte sich über drei Etagen, zuoberst der Geschützraum mit den Lafetten und zwei Kanonieren, darunter zwei Aufzüge zum Transport der Munition und ganz unten die Kontergewichte mit den Hebelarmen, die Mechanik zum Drehen des Turms und ein Depot Bereitschaftsmunition. Die Turmbesatzung bestand insgesamt aus 17 Mann.

## Liste der Türme
Nur 5 Exemplare wurden zwischen 1891 und 1897 installiert, 12 weitere waren geplant. Es wurden nur Forts im Osten Frankreichs damit ausgerüstet.
| Festung   | Forts                                    | Laufende Bezeichnung | Verbleib                       |
| --------- | ---------------------------------------- | -------------------- | ------------------------------ |
| Lunéville | Fort de Manonviller (Koordinaten)        | A                    | 1914 zerstört und verschrottet |
| Lunéville | Fort de Manonviller                      | B                    | 1914 zerstört und verschrottet |
| Nancy     | Batterie de l’Éperon (Koordinaten)       | C                    | noch an Ort                    |
| Nancy     | Fort de Pont-Saint-Vincent (Koordinaten) | D                    | 1942 verschrottet              |
| Épinal    | Fort d’Arches (Koordinaten)              | E                    | 1942 verschrottet              |